# Benetice

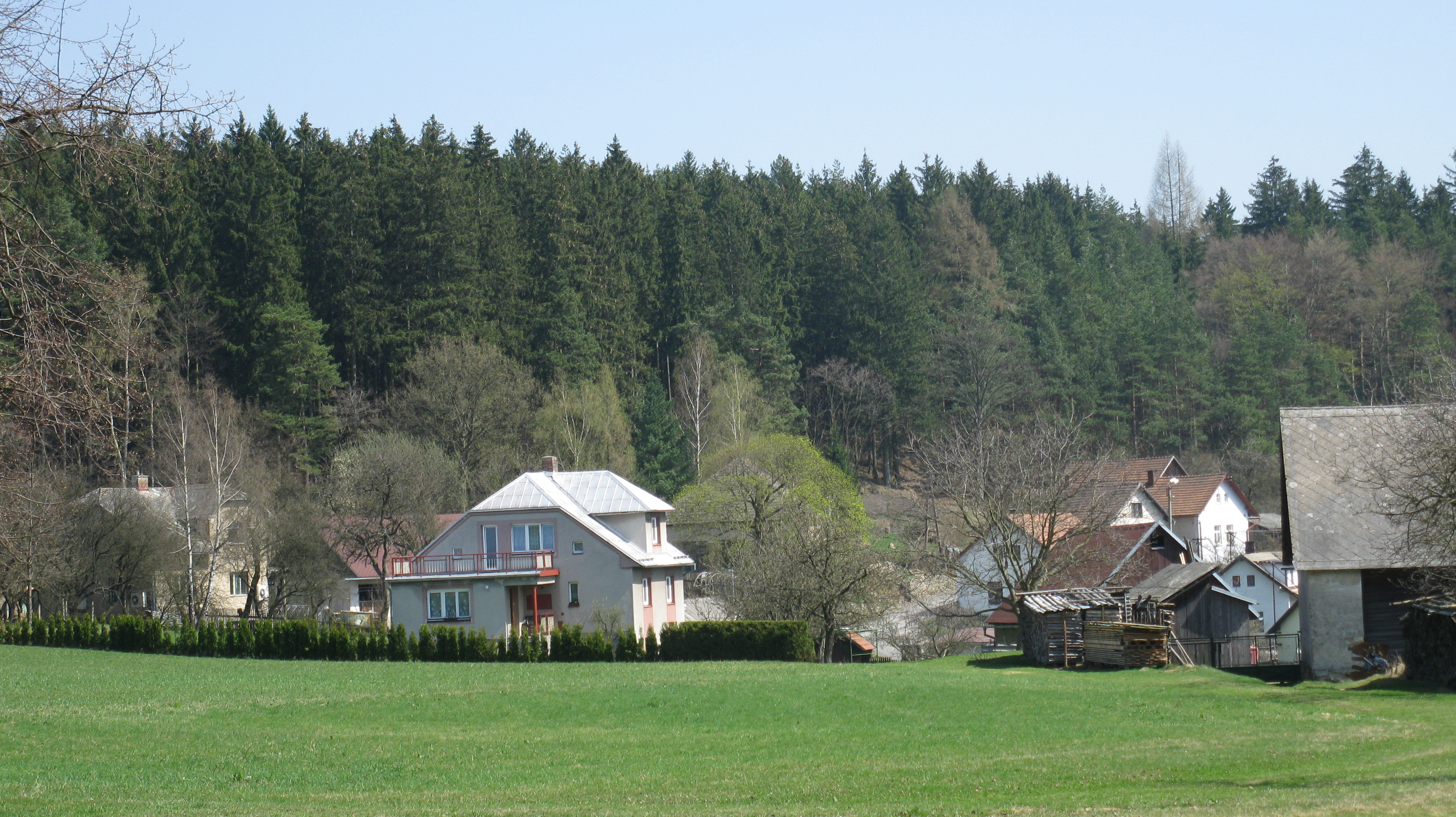
Vista de Benetice

Benetice (antigament anomenat Beneczicze i Benetitz) és un poble situat prop de la ciutat de Světlá nad Sázavou a la República Txeca.
Fa temps, hi havia una fàbrica de vidre. Avui dia ja no existeix, però alguns noms locals de llocs conserven referències a la fàbrica de vidre com els noms Na susírnách o rybník Sklárenský (el nom d'una bassa).
Hi ha un parc recreatiu a Benetice que s'utilitzava per a gent jove d'Hongria, Polònia i Alemanya, i com camp pioner (els pioners eren un grup de gent organitzada a la República Txeca).